# Homero de Assis Brasil
Dr Homero de Assis Brasil  (São Gabriel, 13 de novembro de 1944 — São Gabriel,  17 de setembro de 2023), foi um Médico Veterinário especialista em equinos e grande contribuidor para o desenvolvimento do turfe no Brasil.

## Biografia
Homero de Assis Brasil fez seus estudos iniciais no município de origem. Desde pequeno mostrou gosto e aptidão pelos animais, em especial, aos cavalos. Esse fator, foi determinante para a sua decisão de cursar Medicina Veterinária em Porto Alegre, na UFRGS.
A paixão pelos eqüinos, mais especificamente da raça Puro Sangue Inglês, norteou desde o início a sua vida acadêmica, que foi direcionada toda com estágios nos mais renomados haras da época. Fato esse, que determinou para, que após formado, além de ter sido aluno destaque de grandes mestres, como o Médico Veterinário Alemão Hans Merckt, em 1970, Homero se formaria, já tornando-se um nome conhecido entre o turfismo do Jockey Club de Porto Alegre.
Porém, rapidamente o Jockey Club Brasileiro ficara sabendo de seu talento e o convida para fazer parte de sua equipe em sua sede, no Rio de Janeiro, localizado no bairro da Gávea. No ano de 1971, deixa o Rio Grande do Sul, para trabalhar juntamente com Dr. Octávio Dupont, uma das personalidades mais marcantes da história da Medicina Veterinária do Brasil.
Nessa época, Homero se destaca como, Médico Veterinário e Preparador, no mundo do turfe brasileiro, através de cuidados de grandes exemplares de cavalos Puro Sangue Inglês de Corrida, campeões nacionais e internacionais.
Ele faz a maior parte de sua carreira, no estado fluminense, em duas épocas distintas de sua vida: durante quase toda a década de 70 até 1985, para depois, retornar ao Rio de Janeiro no início dos anos 2000.
No período em que morou no Rio Grande do Sul, Homero conciliou sua atividade de administrador, na propriedade rural de seus familiares, com a Medicina Veterinária, através de viagens constantes por todo o estado para atender os mais renomados haras. Bem como o cuidado que teve com os cavalos de salto do empresário Jorge Gerdau entre as décadas de 80 e 90. Retorna no ano 2000 para o Rio de Janeiro, para trabalhar no escritório do Dr Thomáz Guimarães Montello, na Sociedade Hípica Brasileira, responsável por supervisionar a saúde dos cavalos de salto. Além de atuar como Gerente do Hospital Veterinário “Dr Octávio Dupont” do Jockey Club Brasileiro, na função de Anestesista.
Homero dedicou-se por décadas, na manutenção da saúde dos cavalos, tanto os da área do turfe, quanto os de hipismo, nas entidades mais importantes que teve no país, além do cuidado nos haras de criadores, a maior parte deles, estabelecendo forte amizade.
Retorna definitivamente com a sua família para o Rio Grande do Sul em 2013, a fim de cuidar exclusivamente da administração da sua Fazenda. Casado com Maria Lúcia Borges de Assis Brasil, o casal teve três filhos: Geórgia, Conrado e Gonçalo. 
Homero faleceu em 17 de setembro de 2023, aos 78 anos.
O site do Jockey Club Brasileiro divulgou uma nota de pesar, ressaltando a sua importância, como uma “figura das mais admiradas e respeitadas no mundo turfístico, não só pela competência em sua área, mas também pela finesse e caráter.” Também diz que “Homero fez história na Medicina Veterinária, não só no Sul, como no Brasil e em parte do mundo”.Já a Associação Brasileira de Criadores e Proprietários do Cavalo de Corrida -ABCPCC, destacou em seu legado “o marco deixado e seus ensinamentos profissionais, que aproveitaram a medicina veterinária do país.
Em Julho de 2024, a ABRAVEQ - Associação Brasileira dos Médicos Veterinários de Equídeos- prestou-lhe uma homenagem na abertura do Congresso Anual em Campinas.